# Prosoplus basigranulatus
Prosoplus basigranulatus är en skalbaggsart som beskrevs av Stefan von Breuning och De Jong 1941. Prosoplus basigranulatus ingår i släktet Prosoplus och familjen långhorningar. Inga underarter finns listade i Catalogue of Life.